# 莫仕
莫仕（英語：Molex），是一家电子元件制造商，生产包括用于电子、电气和光纤等行业的互连产品和系统、开关和应用工具等，是世界上最大的连接器产品和系统的制造商之一。
公司於1938年成立。现今产品与服务覆盖各个行业，包括电信、数据通信、计算机及其周邊裝置、汽车、网络布线、工业、消费品、医疗以及军用品等的技術市场。

## 历史

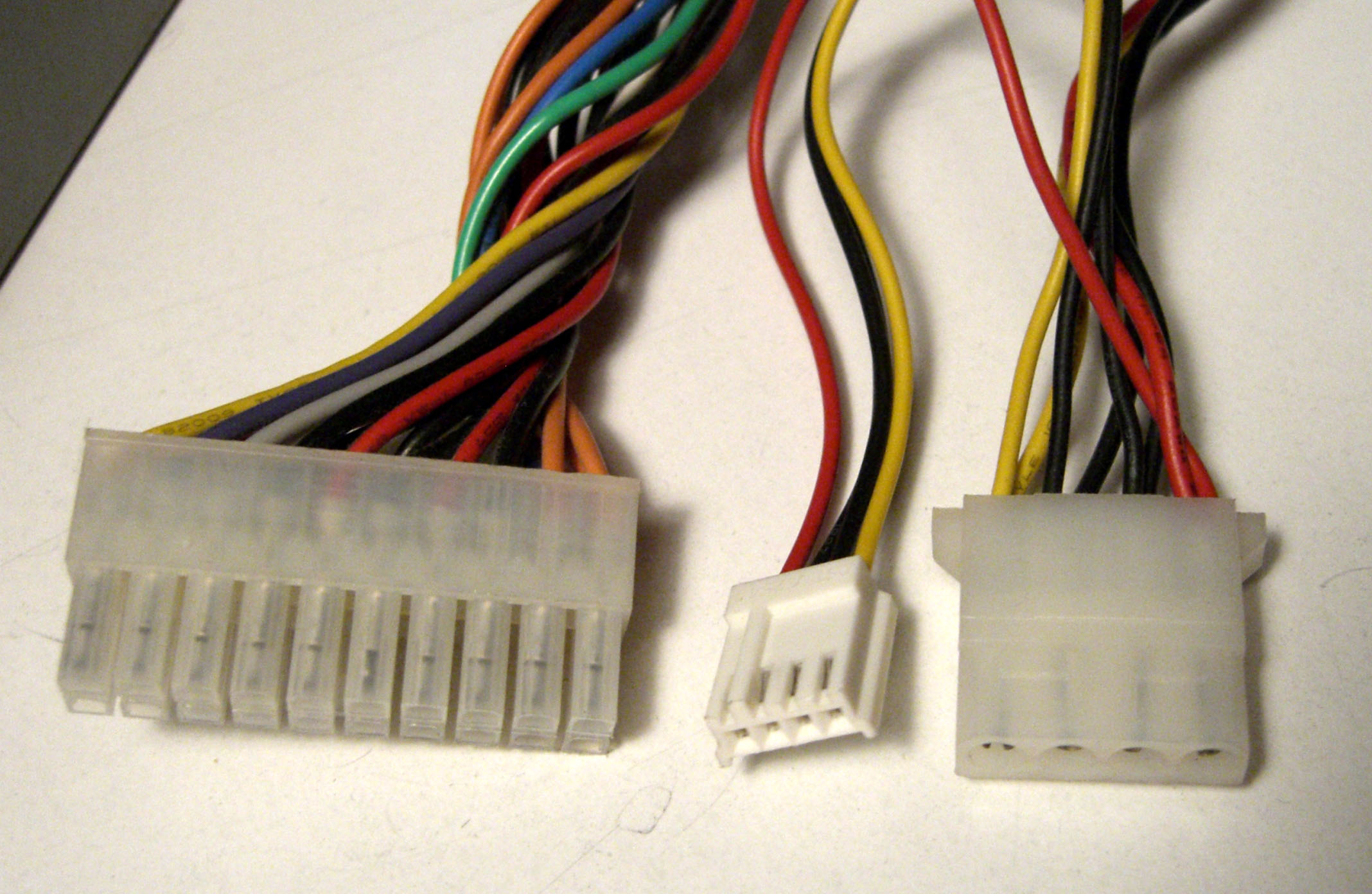
个人电子计算机上可以见到的「Molex接口」

Molex原本是一种塑料材料的名称，由Frederick August Krehbiel研发。1938年，Krehbiel在美国伊利诺伊州的布鲁克菲尔德创建了Molex产品公司，用这种塑料材料制造了各种产品，包括时钟盒、花盆、阀轮、盐片剂分配器。
至今目前包括的範疇：
- 醫學
- 自動化
- 軍事
  - 軍事航天
- 通訊
  - 流動裝置
  - 網絡
- 空氣調節系統（HVAC）
- 電器
- 工業生產
- 家庭影院
- 自動汽車
- 電腦數據
- 工業標準

## 常用接頭
| 4針頭(俗稱大4pin) | 4針頭(俗稱大4pin) |       |
| 電線顏色          | 電線顏色          | 用途  |
| ----------------- | ----------------- | ----- |
|                   | 黃                | +12 V |
|                   | 黑(藍)            | 接地  |
|                   | 黑                | 接地  |
|                   | 紅                | +5 V  |

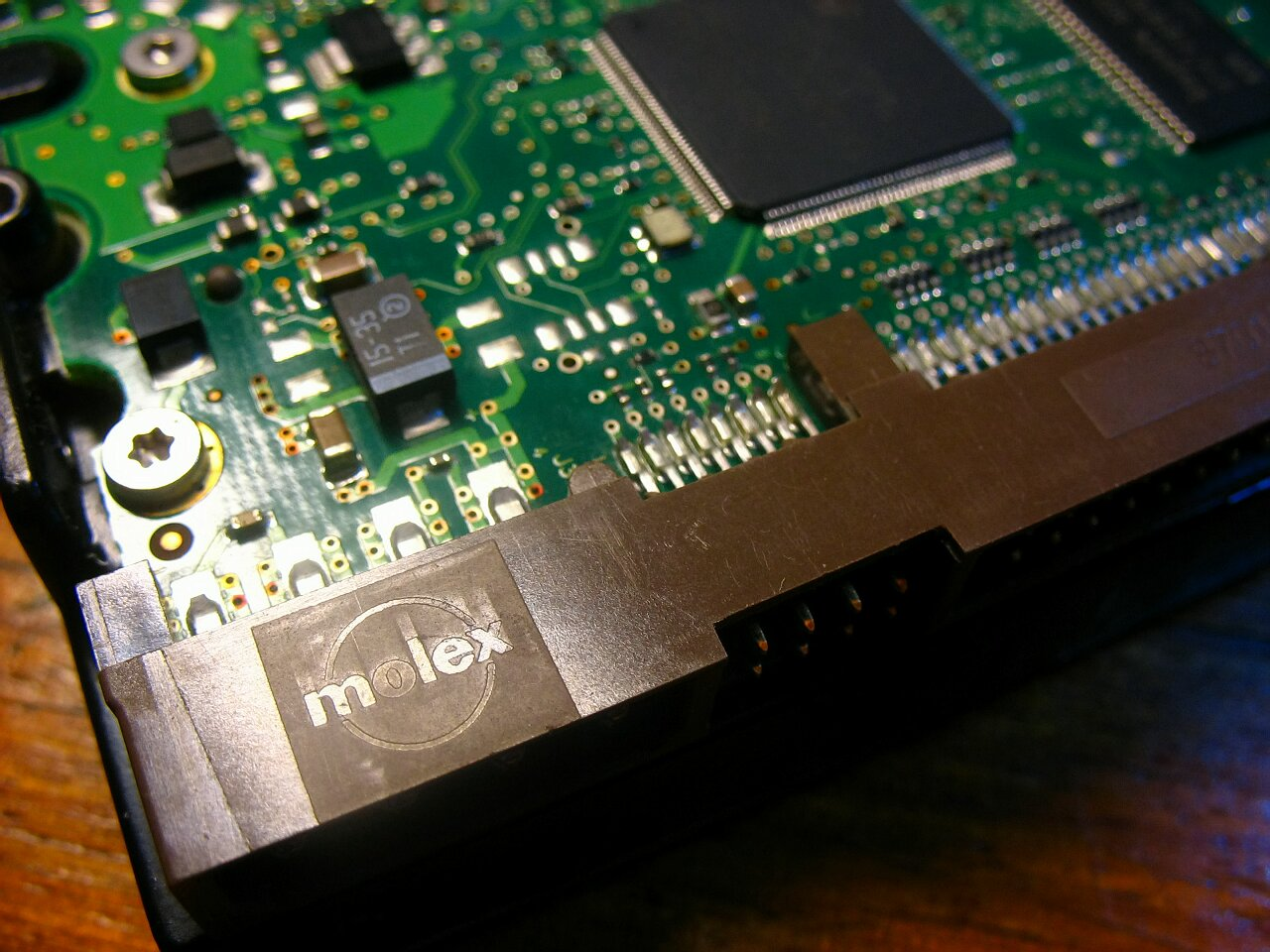
一块希捷硬碟电源口处的Molex徽标

個人電腦上常见的D形4针供电口，用电设备具备4公头，供電接口则具备4母口。常用于電腦内部设备，如硬盘、光驱等。